# Кошове (село)
Кошове́ — село в Україні, у Широківській селищній громаді Криворізького району Дніпропетровської області. 
Населення — 165 мешканців.

## Географія
Село Кошове знаходиться на відстані 2 км від села Весела Дача. По селу протікає пересихаючий струмок з загатою.

## Історія

### Російсько-українська війна
20 липня 2022 року росіяни з танка обстріляли комбайни, що збирали хліб біля села Кошове.

## Населення

### Мова
Розподіл населення за рідною мовою за даними перепису 2001 року:
| Мова            | Відсоток |
| --------------- | -------- |
| українська      | 95,8 %   |
| російська       | 3,6 %    |
| інші/не вказали | 0,6 %    |

## Інтернет-посилання
- Погода в селі Кошове [Архівовано 5 березня 2016 у Wayback Machine.]